# Iwamoto Shunji
Shunji Iwamoto (sinh ngày 29 tháng 12 năm 1981) là một cầu thủ bóng đá người Nhật Bản.

## Sự nghiệp câu lạc bộ
Shunji Iwamoto đã từng chơi cho Urawa Reds.